# Ludwig Kolbe
Ludwig Kolbe (* 6. Januar 1813 in Fauerbach; † 6. September 1880 in Bessungen) war ein hessischer Knopf-Fabrikant und Politiker und Abgeordneter der 2. Kammer der Landstände des Großherzogtums Hessen.
Ludwig Kolbe war der Sohn des Weißbinder Valentin Kolbe und dessen Ehefrau Anna Maria, geborene Edelmann. Kolbe, der evangelischen Glaubens war, war Knopf-Fabrikant in Bessungen und heiratete dort am 16. Mai 1846 Margaretha Dorothea Elisabetha geborene Boeger (1811–1883).
Von 1866 bis 1872 gehörte er der Zweiten Kammer der Landstände an. Er wurde für den Wahlbezirk Starkenburg 1/Bessungen gewählt. In den Ständen vertrat er liberal-konservative Positionen.